# 永島広紀
永島 広紀（ながしま ひろき、1969年11月 - ）は、日本の歴史学者。九州大学韓国研究センター教授。専門は朝鮮史学・日韓関係史研究。

## 略歴
福岡県出身。私立真和高等学校卒業。筑波大学第一学群人文学類（史学主専攻・東洋史コース）卒業。九州大学大学院人文科学府博士後期課程修了、博士（文学）。外務省専門調査員（在釜山日本国総領事館勤務）、佐賀大学文化教育学部講師・助教授・准教授を経て、現職。第２期日韓歴史共同研究委員会研究委員（教科書小グループ）。
2020年 - 2025年にかけて、読売新聞社が戦時中の1944年3月 - 1945年3月にかけて発行していたタブロイド紙『戦時版よみうり』に関する調査を進め、同社にも部分的にしか保存されていなかった同紙の全貌を解明するのに大きな役割を果たした。またその過程で、同紙に連載されていた『のらくろ』（田河水泡）の4コマ漫画を発掘している。

## 著書
- 『戦時期朝鮮における「新体制」と京城帝国大学』（ゆまに書房、2011年）

## 論文
- 「一進会の活動とその展開 ―特に東学・侍天教との相関をめぐって―」（『年報 朝鮮學』5、1995年7月）
- 「일진회 일어학교에 관한 고찰(一進会の日語学校に関する考察)」（『韓日關係史研究』7、1997年12月）
- 「南北朝鮮の『民族統一』と天道教－『呉益済亡命事件』の前提にあるもの－」（『外務省調査月報』1999(1)、1999年6月）
- 「釜山・嶺南地域に残る歴史資料の現状について －主に日本統治期を中心に－ 」（『年報 朝鮮學』7、1999年9月）
- 「一進会立『光武学校』考」（『朝鮮学報』178、2001年1月）
- 「韓国を歩く(2)釜山日乘 －ある『倭人』の韓国点描－」（『アジア遊学』26、2001年4月）
- 「昭和戦前期の朝鮮における「右派」学生運動試論 －津田栄と京城帝大予科立正会・緑旗連盟の設立過程をめぐる基礎的考察－」（『九州史学』135、2003年2月）
- 「近代の朝鮮儒教におけるその<復古>と<革新>」(特集 朝鮮社会と儒教)（『アジア遊学』50、2003年4月）
- 「韓国併合後の東学系民族運動をめぐる諸問題」（『七隈史学』5、2004年3月）
- 「旧韓末～日本統治期における「西北人」知識層の活動」(特集=東アジアにおける韓国朝鮮社会:地域を動かす中間層の人たち)（『韓国朝鮮の文化と社会』3、2004年10月）
- 「日本統治期の朝鮮における<史学>と<史料>の位相」(特集 史料論の射程--歴史家は史料とどのように向き合っているのか)（『歴史学研究』795、2004年11月）
- 「日本における近現代日韓関係史研究」日韓歴史共同研究委員会編『日韓歴史共同研究報告書 第3分科篇 下巻』（日韓歴史共同研究委員会、2005年11月）
- 「ソウルの「一九四五年」－『解放前後史の認識』(一九七九)と『解放前後史の再認識』(二〇〇六)をめぐる偶感－」（『東アジア近代史』10、2007年3月）
- 「日本統治下の朝鮮における転向者と思想『善導』の構図」（『佐賀大学文化教育学部研究論文集』12巻2号、2008年1月）
- 「朝鮮社会における日露戦役の記憶と一進会」（東アジア近代史学会編『日露戦争と東アジア世界』ゆまに書房、2008年1月）
- 「戦時下の朝鮮における『醇正ナル国語』の再編成 －近代日本の『国語・国字問題』異聞」（『史境』<歴史人類学会>56、2008年3月）
- 「近代日本における『アジア主義』の形成と《朝鮮問題》」（九州史学研究会編『境界からみた内と外』岩田書院、2008年12月）
- 「戦時下の朝鮮における新体制運動と『文化』問題」（日韓文化交流基金編『訪韓学術研究者論文集』第8巻、日韓文化交流基金、2008年）
- 「『興亜』の実践拠点としての〈釜山港〉と玄洋社・黒龍会」（有馬学編『近代日本の企業家と政治 安川敬一郎とその時代』吉川弘文館、2009年2月）

## 訳書
- 李榮薫 『大韓民国の物語 －韓国の「国史」教科書を書き換えよ－』（文藝春秋 、2009年）

## 刊行史料
- 『植民地帝国人物叢書　朝鮮編』全20巻（ゆまに書房、2010年）

## 書評
- 「岡本真希子『植民地官僚の政治史 朝鮮・台湾総督府と帝国日本』」（『東アジア近代史』12、2009年3月）
- 「水野直樹『創氏改名』（岩波新書、2008年3月）附・미즈노 나오키著 정선태訳『창씨개명』」（『朝鮮史研究会会報』177、2009年9月）